# Tylophora
Tylophora es un género de fanerógamas de la familia Apocynaceae. Contiene 263 especies. Es originario de África, Asia, Australia y Oceanía.

## Descripción
Son arbustos o (sub-) enredaderas sufrútices, ricamente ramificadas, el látex de color, rara vez blanco o amarillo; los rizomas presentes, que consisten en  órganos subterráneos finos, raíces fasciculadas o que constituyen un patrón leñoso. Los brotes son perennes, glabros o escasamente puberulosos. Las láminas foliares son herbáceas, coriáceas o carnosas, con color o descoloridas de 3-10 cm de largo, 0.3-4 cm de ancho, ovadas, elípticas o lineares, basales cordadas a redondeadas, el ápice agudo, atenuado, acuminado, emarginado o retuso, los coléteres rara vez ausentes, por lo general con 2-5 coléteres en la base de las hojas.
Las inflorescencias son extra-axilares, generalmente más largas de las hojas adyacentes, laxas o condensadas, pedunculadas, con los pedúnculos casi tan largos como los pedicelos o mucho más largos que los pedicelos.

## Taxonomía
El género fue descrito por Robert Brown y publicado en Prodromus Florae Novae Hollandiae 460. 1810.
Etimología
Tylophora: nombre genérico que deriva de las palabras griegas: 
tylos/τυλος "nudo", y phoros/φορος "que tiene".

## Especies seleccionadas
1. Tylophora anomala
2. Tylophora anthopotamica
3. Tylophora apiculata
4. Tylophora arachnoidea
5. Tylophora arenicola
6. Tylophora astephanoides
7. Tylophora asthmatica[5][6]
8. Tylophora augustiniana
9. Tylophora auriculata
10. Tylophora badia
11. Tylophora brevipes
12. Tylophora brownii
13. Tylophora cameroonica
14. Tylophora chingtungensis
15. Tylophora cinerascens
16. Tylophora coddii
17. Tylophora congoensis
18. Tylophora congolana
19. Tylophora conspicua
20. Tylophora cordata
21. Tylophora costantiniana
22. Tylophora cycleoides
23. Tylophora dahomensis
24. Tylophora dickinsii
25. Tylophora erubescens
26. Tylophora flanaganii
27. Tylophora fleckii
28. Tylophora flexuosa
29. Tylophora floribunda
30. Tylophora forrestii
31. Tylophora gilletii
32. Tylophora glabra
33. Tylophora glabriflora
34. Tylophora glauca
35. Tylophora govanii
36. Tylophora gracilenta
37. Tylophora gracilis
38. Tylophora gracillima
39. Tylophora henryi
40. Tylophora heterophylla
41. Tylophora hirsuta
42. Tylophora hui
43. Tylophora indica
44. Tylophora inhambanensis
45. Tylophora insulana
46. Tylophora iringensis
47. Tylophora javanica
48. Tylophora kerrii
49. Tylophora koi
50. Tylophora leptantha
51. Tylophora longifolia
52. Tylophora longipedunculata
53. Tylophora lugardae
54. Tylophora lycioides
55. Tylophora membranacea
56. Tylophora merrillii
57. Tylophora multiflora
58. Tylophora nana
59. Tylophora nikoensis
60. Tylophora oblonga
61. Tylophora obtusula
62. Tylophora oculata
63. Tylophora oligophylla
64. Tylophora oshimae
65. Tylophora ovata
66. Tylophora parvifolia
67. Tylophora picta
68. Tylophora plagiopetala
69. Tylophora rockii
70. Tylophora rotundifolia
71. Tylophora secamonoides
72. Tylophora silvestrii
73. Tylophora silvestris
74. Tylophora simiana
75. Tylophora stenoloba
76. Tylophora subnuda
77. Tylophora sylvatica
78. Tylophora tenerrima
79. Tylophora tengii
80. Tylophora tenuipedunculata
81. Tylophora tsiangii
82. Tylophora tuberculata
83. Tylophora umbellata
84. Tylophora uncinata
85. Tylophora urceolata
86. Tylophora velutina
87. Tylophora yunnanensis
88. Tylophora zenkeri